# خوان مارتن
خوان مارتن (بالفرنسية: Juan San Martin)‏ (و. 1922 – 2005 م) هو ديوان المظالم، وكاتب، وعالم آثار، ومصور إسباني، ولد في إيبار، توفي في فوينتيرابيا، عن عمر يناهز 83 عاماً.

## مناصب
تولى منصب Ararteko ‏
.